# Chrístos Ardízoglou
Chrístos Ardízoglou (en grec : Χρήστος Αρδίζογλου), né le 25 mars 1953, est un footballeur grec.
Ardízoglou a joué au poste d'attaquant à l’Apóllon Athènes et à l’AEK Athènes FC, club avec lequel il a remporté deux titres de champion de Grèce en 1978 et 1979 et deux coupes de Grèce en 1978 et 1983.
Il compte 43 sélections et 2 buts en équipe de Grèce entre 1975 et 1984. Il a disputé avec la Grèce la phase finale de l’Euro 1980 en Italie.

## Clubs
- 1971-1974 : Apóllon Athènes
- 1974-1985 : AEK Athènes FC
- 1985-1986 : Apóllon Athènes